# Cruis
Cruis är en kommun i departementet Alpes-de-Haute-Provence i regionen Provence-Alpes-Côte d'Azur i sydöstra Frankrike. Kommunen ligger  i kantonen Saint-Étienne-les-Orgues som ligger i arrondissementet Forcalquier. År 2022 hade Cruis 646 invånare.

## Befolkningsutveckling
Antalet invånare i kommunen Cruis
Referens: INSEE